# Calle Concepción
La calle Concepción es una calle de la ciudad española de Albacete, que discurre entre las plazas de la Constitución y de Carretas, atravesando el centro de la capital. Es uno de los espacios principales de La Zona.

## Historia
En 1705 se ubicó en la calle la ermita de la Purísima Concepción, reconvertida posteriormente en la iglesia homónima. El 25 de diciembre de 1865 se instaló en la vía el Casino Artístico. Albergó el Hotel Central a principios del siglo XX.
En 1922 el arquitecto Julio Carrilero proyectó el edificio Banesto en la esquina con la calle Marqués de Molins. Carrilero diseñó en 1926 la casa Julia Gómez Alfaro en otra de las esquinas con la calle Marqués de Molins.

## Características
La calle Concepción es uno de los espacios principales de La Zona, la principal zona de marcha de la ciudad. Está situada en pleno centro de la capital albaceteña. Comienza su recorrido en la plaza de la Constitución y, discurriendo en dirección noroeste-sureste, finaliza en la plaza de Carretas. La calle atraviesa, entre otras, la calle Ancha, una de las vías más importantes de la ciudad.